# Razia de la Velodromul de iarnă
Razia de la Velodromul de iarnă (în franceză La Rafle du Vélodrome d'Hiver sau La Rafle du Vel d'Hiv)  a fost cea mai mare razie și operație de arestare în masă de evrei realizată în Franța în timpul celui de al Doilea Război Mondial. Ea a avut loc la 16 iulie 1942 și a vizat în special evrei străini sau apatrizi (fără cetățenie) refugiați în Franța. Obiectivul operației a fost restrângerea numărului de evrei din Franța ocupată de germani, potrivit cu planurile naziste de nimicire a evreilor din Europa.
Regimul colaboraționist de la Vichy a mobilizat sub codul Vânt de primăvară (Vent printanier) poliția franceză  pentru a participa la această operație: în Parisul (aflat sub ocupația Germaniei), circa 4,500 polițiști' jandarmi și voluntari francezi au căutat și arestat circa 11,000 evrei. Într-o săptămână  au fost arestați 13,152 evrei, inclusiv  4,115  copii.
De acolo ei au fost trimiși în lagărul de concentrare Drancy și în alte câteva locuri, în așteptarea deportării lor în lagăre de exterminare de pe partea din Polonia denumită de naziști „Guvernământul General”. 
Mai puțin de o sută de persoane, dintre care nici un copil, au supraviețuit deportării.

## Razia. Măsuri preliminare și planificare
În anul 1940 nordul Franței a fost ocupat de armata Germaniei naziste și anexat la al III+lea Reich În schimb, administrația sudului Franței a rămas, cu acordul Germaniei,în mâinile regimului colaboraționist de la Vichy, de sub conducerea mareșalului Philippe Pétain. Acestui regim îi era subordonată poliția din întreagă Franță.
Până la ocuparea Franței de către Germania nazistă în anul 1940, nu se mai efectuaseră în țară recensăminte după apartenență religioasă sau etnică din anul 1872.
De aceea, din ordinul autorităților de ocupație, în octombrie 1940 s-a efectuat recensământul populației din Parisul ocupat și cu această ocazie au fost numărați în prefectura Sena, care cuprindea capitala Franței și suburbiile, circa 150,000 evrei. evreii au fost convocați să-și afirme identitatea evreiască în toate stațiile de poliție și la subprefecturile arondismentelor. Numele și adresele lor au fost înregistrate de  poliție, în așa numitul registru Tolard, în care erau menționate și cetățenia, profesia și originea etnică.  
Circa 64,000 din cei 150,000 evreii înregistrați în registrul Tolard erau de origine străină, fiind refugiați din Europa de est, inclusiv Polonia și Rusia, din Germania, Austria, Cehoslovacia etc.
În 1942 oficiali germani și francezi au început pregătirile pentru organizarea unei razii în masă la Paris, ca parte din planurile de exterminare a evreilor din Europa. 
Razia urmărea arestarea  a circa 25,000 evrei străini și fără cetățenie menționați în Fișierul Tulard.
La acțiune au participat circa 4500 polițiști francezi care s-au folosit de 50 autobuze municipale. 
Razia la Paris, denumită La Grande rafle du Vel d'Hiv, a avut loc la 16 - 17 iulie 1942. Au fost arestați  13,000 evrei, dintre care peste 4,000 copii.
Arestările la domiciliile familiilor evreiești au început la orele 4 dimineața, și au inclus femei până la 55 ani, copii de la vârsta de 2 ani în sus, însoțiți de părinții lor, și bărbați între 16 și 60 ani. Au fost arestați și bolnavi aflați internați în spitale.   
Un număr mare de evrei, care fuseseră în pericol de a fi prinși, s-au salvat, fiind între altele, preveniți de unii funcționari ai poliției. Mulți evrei fuseseră avertizați dinainte de diverși factori, din politie, din rezistență, zvonuri, crezând că arestările îi vor atinge numai pe bărbați, și din această cauză femeile și copiii nu au fost ascunși.
Ca prim loc de concentrare a evreilor a fost ales Velodromul de iarnă din Paris, un stadion acoperit construit în anul 1909,(ulterior demolat în 1959), din arondismentul 15, unde aveau loc de obicei curse de biciclete, de patinaj, meciuri de hockey, de box, și mitinguri politice.
Persoanele singure sau fără copii au fost trimise direct la lagărul de la Drancy.
Sub acoperișul de sticlă al velodromului temporatura ajunsese la cifre foarte înalte. Serviciile sanitare erau puține, iar oamenii strânși cu forța, aveau acces la puțină mâncare și băutură, furnizate de niște organizații de asistență. 30 din persoanele deținute au murit la fața locului.
După 5 zile arestații adulți au fost duși în lagărele amenajate la Drancy, Beaune-la-Rolande și Pithiviers (Departamentul Loiret), iar de acolo, la sfârșitul lunii iulie și începutul lunii august  1942 au fost trimiși la Auschwitz, separați de copiii lor. Peste 3,000 prunci și copii au rămas singuri în lagărele de la Pithiviers și Beaune-la-Rolande. Ei au fost deportați în cele din urmă la Auschwitz la sfârșitul lunii august, neînsoțiți, în vagoane sigilate, printre adulți străini. 
Circa o sută dintre evreii deținuți s-au sinucis înainte de deportarea în Polonia.
În lunile următoare a continuat deportarea de evrei din Paris în ritm de circa 1,000 tot la 2-3 zile. Până la sfârșitul lui septembrie 1942 au fost deportați din Paris la Auschwitz circa 38,000 evrei. În 1945 au rămas dintre ei în viață 780.
Autoritățile locale au semnalat în rapoartele lor reacțiile publicului francez, multe din ele critice față de  arestarea și deportarea evreilor, mai ales față de tratamentul cutremurător aplicat femeilor și pruncilor.
Razia de pe velodromul Vel d'Hiv, organizată de autorități franceze și pusă în execuție de polițiști francezi,a rămas înscrisă în memoria națională franceză, ca simbol al responsabilității administrației franceze și al întregii națiuni față de Holocaustul evreilor din Franța.